# Stibeutes rozsypali
Stibeutes rozsypali är en stekelart som först beskrevs av František Gregor Jr 1941.  Stibeutes rozsypali ingår i släktet Stibeutes och familjen brokparasitsteklar. Inga underarter finns listade i Catalogue of Life.